# Struthanthus crassipes
Struthanthus crassipes är en tvåhjärtbladig växtart som först beskrevs av Daniel Oliver, och fick sitt nu gällande namn av August Wilhelm Eichler. Struthanthus crassipes ingår i släktet Struthanthus och familjen Loranthaceae. Inga underarter finns listade i Catalogue of Life.